# Teste de Dix-Hallpike
O teste de Dix-Hallpike ou teste de Nylen-Barany é uma manobra diagnóstica usada para identificar a vertigem posicional paroxística benigna (VPPB).
Essa teste faz diagnóstico de Vertigem Posicional Paroxística Benigna (VPPB), um distúrbio que se caracteriza por episódios momentâneos recorrentes de vertigem que sugerem à mudança de posição da cabeça, principalmente à extensão do pescoço, ao rolar da cama de um lado para o outro, ao levantar-se da cama ou inclinar o corpo para baixo.
A manobra consiste na movimentação da cabeça do paciente de forma a promover um deslocamento da endolinfa e, conseqüentemente, da cúpula do canal semicircular posterior. Na manobra de Dix-Hallpike, o paciente está inicialmente em posição sentada, com a cabeça rodada lateralmente (direita ou esquerda, conforme o lado a ser testado), em aproximadamente 45 graus. Com o examinador segurando a cabeça do paciente, promove-se um brusco e rápido movimento de deitar, em decúbito dorsal horizontal. Ao ser deitado, por não haver uma fixação horizontal da cabeça, esta fica pendente para trás, em aproximadamente 30 graus. O paciente fica imobilizado nessa posição, com os olhos abertos e olhar fixo. Nos portadores de VPPB, ocorre um evidente nistagmo, alguns segundos após o estímulo (com latência), que dura menos de 45 segundos (esgotável). O exame otoneurológico, representado principalmente pelas provas calóricas clássicas, não apresenta achados típicos da VPPB. Nesses pacientes, as provas calóricas podem se apresentar normais ou com respostas hiper ou hipo-reflexas.